# 第19軍 (德國國防軍)
第19軍（德語：XIX. Armeekorps）是德國國防軍在1939年7月1日至1940年11月16日期間的裝甲軍。於1939年在維也納建立，後該部隊更名為第2裝甲集群（德語：Panzergruppe 2）。參加了入侵波蘭和法國的戰役。1940年後改組為第2裝甲軍團。第19軍僅有過一任指揮官，為裝甲兵上將海因茨·古德里安。